# Wang Zhenfeng
Wang Zhenfeng, född 436, död 479, var en kinesisk kejsarinna, gift med kejsar Ming av Liu Song. Hon var regent som förmyndare för sin styvson kejsar Liu Yu mellan 472 och 477. 